# Йосафат (Жарський)

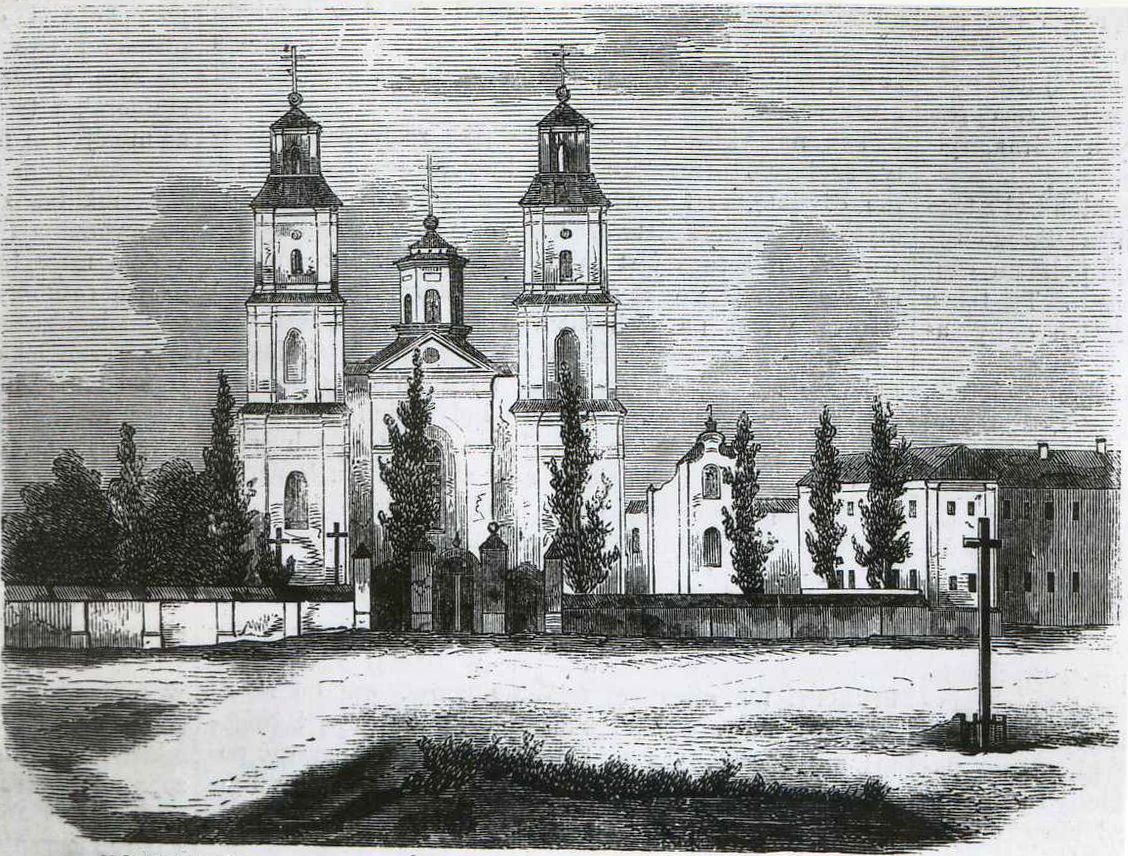
Битенський монастир, у якому проживав, помер і був похований єпископ Йосафат Жарський

Йосафат Жарський (у світі Ігнатій Жарський, пол. Jozafat Ignacy Żarski; 1779 — 25 січня 1838, Битень) — церковний діяч, василіянин, доктор філософії, педагог, протоігумен Литовської провінції ЧСВВ (1826—1833), титулярний єпископ Пінський, помічник Жировицької (Литовської) єпархії Руської унійної церкви, візитатор василіянських монастирів.

## Життєпис
Походив зі шляхетської родини. Початкову освіту здобув у Новогрудку і Борунах у 1787–1801 роках, після чого вступив на новіціят у Битенський монастир, де в 1802 році склав вічні обіти. У 1802–1804 роках вивчав філософію і математику в Жировицькому монастирі. 1804 року отримав священничі свячення. У 1804–1806 роках вивчав фізику і математику у Віленському університеті, а в 1809–1812 роки там само студіював богослов'я; завершив навчання зі ступенем доктора філософії. Під час перерви в навчанні (1806–1809) був учителем вимови і французької мови в Жировицьких школах, а згодом (1811–1814) в Жировичах викладав вимову і філософію для студентів-василіян. Кілька років був при Берестейському єпископові надвірним богословом, а між роками 1816–1818 — префектом у Жировицьких школах.

## Уряди у Василіянському Чині
На капітулі в Битені 1818 року Жарського вибрали на уряд секретаря Литовської провінції і виконував він цей уряд до 1822 року, коли був обраний третім консультором і призначений настоятелем у Вільно. Наприкінці листопада 1826 року став протоігуменом Литовської провінції Пресвятої Тройці. У 1828 році став членом Литовської консисторії, а на початку 1830 — Лещинським архимандритом, а потім — Битенським. 12 лютого 1832 року іменований членом т. зв. Духовної колегії для Унійної Церкви в Санкт-Петербурзі. У 1832 році отримав доручення провести візитацію всіх василіянських монастирів. Йосафат Жарський подав у своєму звіті відомості про різні браки і недоопрацювання по монастирях, але також подав способи їх усунення (реформування), проте завжди наполягав на тому, що не варто їх скасовувати тому, що приносять користь Церкві і державі освітньою діяльністю.

## Єпископ
10 грудня 1833 року призначений єпископом-помічником Жировицької єпархії і титулярним єпископом Пінська. Єпископську хіротонію уділив Йосафатові Жарському 21 січня 1834 року в Санкт-Петербурзі митрополит Йосафат Булгак у співслужінні Жировицького єпископа Йосифа Сємашка і латинського єпископа-помічника Кам'янець-Подільського Ігнатія Павловського. На резиденцію призначено йому Битенський монастир, але проживав він переважно в Лещинській архимандрії. Сємашко вимагав, щоб той мешкав у Битені і звідти керував реорганізацією монастирів і Церкви, план якої накреслив Сємашко, оскільки начебто перед єпископськими свяченнями Жарський подав на письмі свою згоду про перехід до Російської Православної Церкви.
Помер єпископ Йосафат Жарський 25 січня 1838 року в Битені і згідно зі свідченням Йосифа Сємашка, на його письмовому столі було знайдено документ, у якому зазначено про те, що він не брав участі у всіх справах реорганізації Унійної Церкви.